# Hafenbahnen Mannheim
| |                      |                                      |                                      |
| Streckenlänge: | 64 km                |                                      |                                      |
| Spurweite: | 1435 mm (Normalspur) |                                      |                                      |
| Streckenklasse: | D4                   |                                      |                                      |
| Maximale Neigung: | 7 ‰                  |                                      |                                      |
| Minimaler Radius: | 100 m                |                                      |                                      |
| Streckengeschwindigkeit: | 15 km/h              |                                      |                                      |
| |                      |                                      |                                      |
| Industriehafen |                      |                                      |                                      |
| |                      |                                      |                                      |
| Streckenlänge: | 20 km                |                                      |                                      |
| Spurweite: | 1435 mm (Normalspur) |                                      |                                      |
| Streckenklasse: | D4                   |                                      |                                      |
| Maximale Neigung: | 9 ‰                  |                                      |                                      |
| Minimaler Radius: | 140 m                |                                      |                                      |
| Streckengeschwindigkeit: | 20 km/h              |                                      |                                      |
| |                      |                                      |                                      |
| Mannheim Hbf – Mannheim Hgbf |                      |                                      |                                      |
| Streckennummer: | 4030                 |                                      |                                      |
| Streckenlänge: | 4,553 km             |                                      |                                      |
| Spurweite: | 1435 mm (Normalspur) |                                      |                                      |
| Streckenklasse: | D4                   |                                      |                                      |
| |                      |                                      |                                      |
| \| \| \| von Heidelberg, Stuttgart, Karlsruhe \| \| \| \| \| von Frankfurt \| \| \| \| 0,0 \| Mannheim Hauptbahnhof \| Mannheim Hauptbahnhof \| \| \| \| \| \| \| \| \| nach Ludwigshafen \| \| \| \| \| nach Frankfurt (westl. Einf.) \| \| \| \| 1,29 \| Abzw Rheinlust, W 1 \| Abzw Rheinlust, W 1 \| \| \| 1,55 \| Abzw Rheinlust, W 6 \| Abzw Rheinlust, W 6 \| \| \| \| Mühlauhubbrücke \| \| \| \| 3,01 \| Mannheim Hgbf \| Mannheim Hgbf \| \| \| 4,31 \| W 168, zum Neckarhafen (4036) \| W 168, zum Neckarhafen (4036) \| \| \| 4,553 \| Streckenende \| Streckenende \| |                      |                                      |                                      |
| Strecke |                      | von Heidelberg, Stuttgart, Karlsruhe | von Heidelberg, Stuttgart, Karlsruhe |
| Abzweig geradeaus und von rechts |                      | von Frankfurt                        | von Frankfurt                        |
| Bahnhof | 0,0                  | Mannheim Hauptbahnhof                | Mannheim Hauptbahnhof                |
| Strecke von links · Abzweig quer und von links · Abzweig geradeaus und nach rechts |                      |                                      |                                      |
| Strecke nach links · Kreuzung geradeaus unten · Kreuzung geradeaus unten |                      | nach Ludwigshafen                    | nach Ludwigshafen                    |
| Strecke nach rechts · Strecke |                      | nach Frankfurt (westl. Einf.)        | nach Frankfurt (westl. Einf.)        |
| Abzweig geradeaus und nach links | 1,29                 | Abzw Rheinlust, W 1                  | Abzw Rheinlust, W 1                  |
| Abzweig geradeaus und nach links | 1,55                 | Abzw Rheinlust, W 6                  | Abzw Rheinlust, W 6                  |
| Brücke über Wasserlauf |                      | Mühlauhubbrücke                      | Mühlauhubbrücke                      |
| Bahnhof | 3,01                 | Mannheim Hgbf                        | Mannheim Hgbf                        |
| Abzweig geradeaus und von rechts | 4,31                 | W 168, zum Neckarhafen (4036)        | W 168, zum Neckarhafen (4036)        |
| | 4,553                | Streckenende                         | Streckenende                         |

Die Hafenbahnen in Mannheim sind Eisenbahninfrastrukturen in den Mannheimer Häfen, die dem Gütertransport und -umschlag dienen und die Häfen und ansässigen Unternehmen mit dem Netz der Deutschen Bahn AG verbinden.

## Geschichte
Die erste Hafenbahn in Mannheim war die Schleifbahn, welche den Alten Bahnhof mit dem Neckarhafen verband. Sie ging am 10. Februar 1855 in Betrieb.
Im Laufe der Zeit zeigte sich, dass die Schleifbahn den Anforderungen nicht genügte und zudem „die Stadt einschnürte und den Straßenverkehr gefährdete“. Die Bahn ging im Februar 1879 außer Betrieb, nachdem sie durch die Verbindung zwischen dem neuen Hauptbahnhof und dem Hauptgüterbahnhof im Mühlauhafen ihre Notwendigkeit verlor.
Der Industriehafen wie auch der Rheinauhafen wurden von Anfang an mit den entsprechenden Gleisanschlüssen geplant. Der Industriehafen verfügte nach Inbetriebnahme über 27 km an Gleisen, im Rheinauhafen waren es ursprünglich 17 km.
Im Jahre 1920 verfügten der Handelshafen über 111 km, der Rheinauhafen über 42 km und der Industriehafen über 32 km Gleisanlagen.

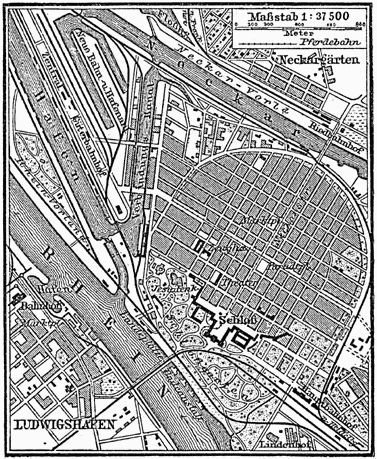
Stadtplan von Mannheim mit Schleifbahn und neuer Verbindung Hauptbahnhof-Hauptgüterbahnhof.
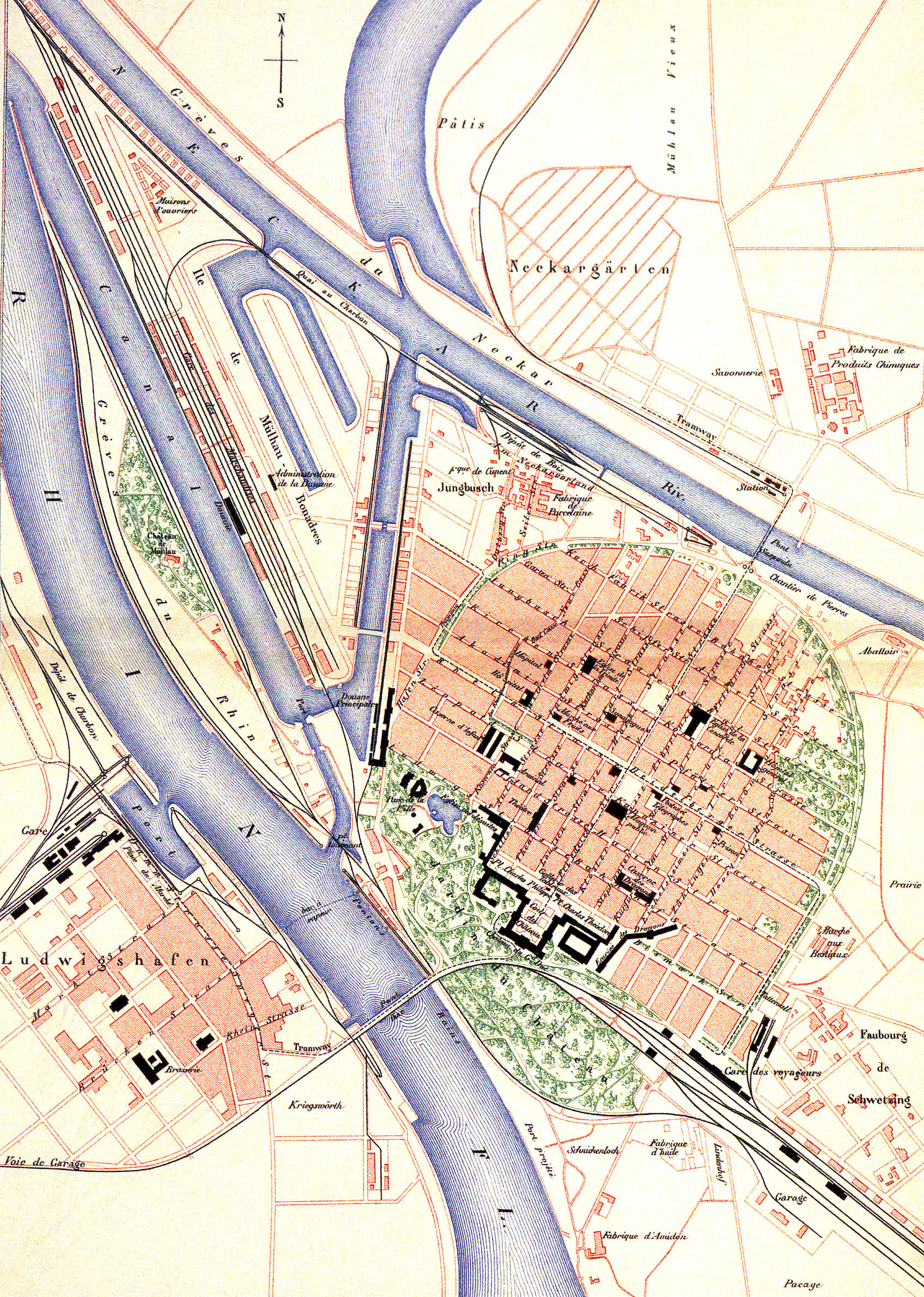
Der Handelshafen mit Gleisanlagen um 1900. Die Schleifbahn ist bereits abgebaut.
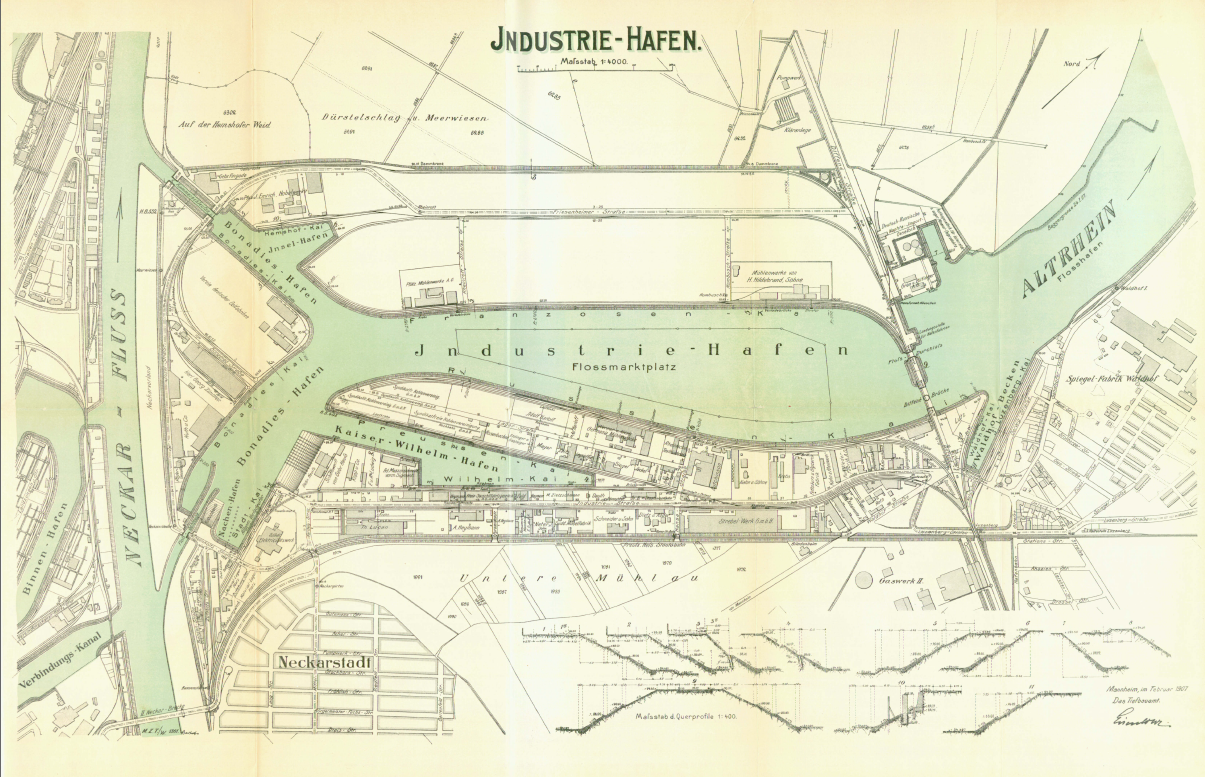
Der Industriehafen mit Gleisanlagen 1907.
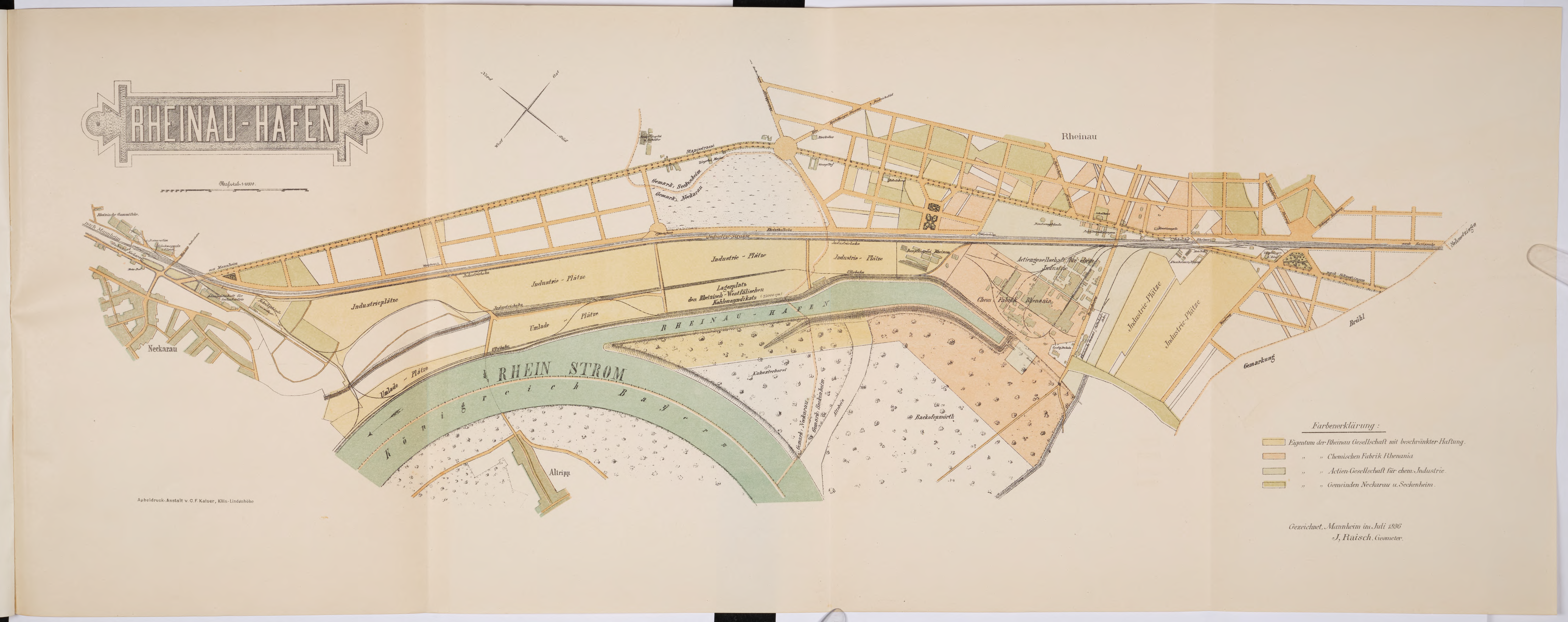
Der Rheinau-Hafen mit Gleisanlagen 1896.

## Heutige Situation
Die Staatliche Rhein-Neckar-Hafengesellschaft Mannheim mbH (HGM) verfügt über ein circa 64 km langes Gleisnetz im Handels- und Rheinauhafen Mannheim.
Das Gleissystem im Handelshafen wird über Weiche 1 der VzG-Strecke 4030 bei Kilometer 1,29 und im Ortsstellbereich von Mannheim Hauptgüterbahnhof (MA-Hgbf) an mehreren verschiedenen Stellen über die Infrastruktur der DB InfraGO AG erschlossen. Strecke 4030 beginnt in Mannheim Hauptbahnhof, Weiche 276 und hat eine Gesamtlänge von 4,553 Kilometern bis zum Streckenende am Zusammenfluss von Rhein und Neckar. Mannheim Hgbf liegt bei Kilometer 3,01. Der Handelshafen teilt sich in die folgenden Rangierbezirke auf: 1 - Oberer Sand, 2 - Mühlauhafen, 3 - Binnenhafen, 4 - Neckarvorland und 5 - Zollhafen.
Die Gleise im Rheinauhafen schließen über Weiche 20 (Rangierbezirke 1 bis 3) sowie über die Weiche 4 (Rheinau-Ost, Rangierbezirk 4) des Bahnhofs Mannheim-Rheinau an die Infrastruktur des Bahnhofs an. Die Rangierbezirke sind wie folgt zugeordnet: 1 - „E-Gruppe“ mit Stellwerk 5 und Gleisbauhof, 2 - Hafen 24, 3 - Hafen 21 bis 23 und Rheinufer und 4 - Rheinau Ost.
Die Stadt Mannheim verfügt im Industriehafen auf der Friesenheimer Insel über Gleisanlagen mit einer Gesamtlänge von etwa 20 Kilometern. Weiterhin gibt es das Industriestammgleis Wohlgelegen mit einer Länge von etwa einem halben Kilometer. Im Gleisnetz gibt es 55 einfache Weichen, eine elektrisch ortsgestellte Weiche (W 308) sowie sechs elektrisch ferngesteuerte Weichen.
Der Industriehafen ist über die Diffenébrücke an die circa 1 Kilometer lange Bahnstrecke 4043 (Mannheim Industriehafen - Mannheim-Industriehafen Sammelbahnhof, Gleis 40) nördlich des Bahnhofs Mannheim-Käfertal angebunden. Der Weichenanfang von W 241 bildet die Grenze zwischen Stadt und der DB InfraGO AG. Der Industriehafen ist in fünf Rangierbezirke unterteilt: 1 - Kaiser-Wilhelm-Hafen (über W 241), 2 - Franzosenkai (über W 251), 3 - Friesenheimer Straße (über W 261/263), 4 - Hochufer (über W 271) und 5 - Nord (über W 308). Außerdem liegen zwei Anschlüsse direkt an Gleis 24.
Für alle drei Häfen hat die DB Cargo mehrere V 90 der Baureihen 294 und 296 im Einsatz.

## Gleispläne
- Handelshafen Mannheim
- Rheinauhafen Mannheim
- Industriehafen Mannheim, Friesenheimer Insel

- Mannheim-Käfertal: Gleise in Serviceeinrichtungen (RMKL). DB InfraGO (PDF)
- Mannheim Hauptgüterbahnhof: Gleise in Serviceeinrichtungen (RMG). DB InfraGO (PDF)
- Mannheim-Rheinau: Gleise in Serviceeinrichtungen (RMA). DB InfraGO (PDF)